# Лейк-Комо (Нью-Джерсі)
Лейк-Комо (англ. Lake Como) — місто (англ. borough) в США, в окрузі Монмаут штату Нью-Джерсі. Населення — 1697 осіб (2020).

## Географія
Лейк-Комо розташований за координатами 40°10′12″ пн. ш. 74°1′29″ зх. д. / 40.17000° пн. ш. 74.02472° зх. д. (40.170011, -74.024861).  За даними Бюро перепису населення США в 2010 році місто мало площу 0,69 км², з яких 0,66 км² — суходіл та 0,03 км² — водойми.

## Демографія
Згідно з переписом 2010 року, у селищі мешкало 1759 осіб у 785 домогосподарствах у складі 399 родин. Було 1115 помешкань
Расовий склад населення:
| - 82,9 % — білих - 6,1 % — чорних або афроамериканців - 1,2 % — азіатів - 0,9 % — корінних американців - 6,8 % — осіб інших рас |

До двох чи більше рас належало 2,1 %. Частка іспаномовних становила 18,3 % від усіх жителів.
За віковим діапазоном населення розподілялося таким чином: 19,6 % — особи молодші 18 років, 69,9 % — особи у віці 18—64 років, 10,5 % — особи у віці 65 років та старші. Медіана віку мешканця становила 38,4 року. На 100 осіб жіночої статі у селищі припадало 105,3 чоловіків;  на 100 жінок у віці від 18 років та старших — 102,7 чоловіків також старших 18 років.
Середній дохід на одне домашнє господарство  становив 78 349 доларів США (медіана — 62 663), а середній дохід на одну сім'ю — 97 578 доларів (медіана — 86 250). Медіана доходів становила 51 625 доларів для чоловіків та 53 542 долари для жінок. За межею бідності перебувало 14,1 % осіб, у тому числі 29,2 % дітей у віці до 18 років та 1,8 % осіб у віці 65 років та старших.
Цивільне працевлаштоване населення становило 798 осіб. Основні галузі зайнятості: будівництво — 18,3 %, освіта, охорона здоров'я та соціальна допомога — 18,2 %, виробництво — 10,2 %, публічна адміністрація — 8,1 %.